# Sweet Smoke

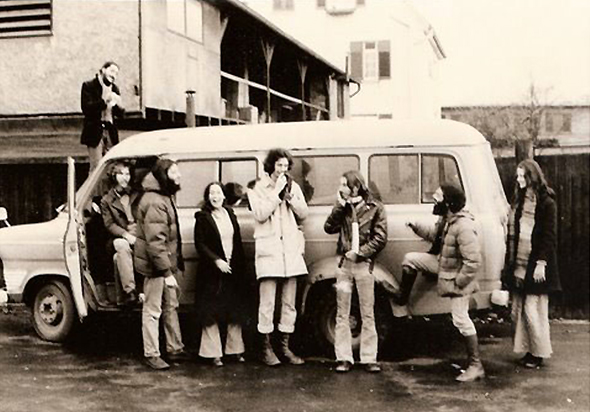
Sweet Smoke

Sweet Smoke was een muziekgroep binnen het genre jazzrock die bestond van 1967 tot 1973. De band was ontstaan in Brooklyn (New York).
De muziekgroep begon als een semiprofessioneel gezelschap; een aantal leden zat nog op de diverse muziekscholen en conservatoria. Toch werd er al opgetreden. Een reis/tournee naar Puerto Rico zorgde ervoor dat de heren van muziek hun beroep gingen maken. De Verenigde Staten was echter niet het land waar de band haar eerste successen had. In 1969 vestigde de groep zich met steun van Waldemar Kuhn in het Duitse dorp Elten waar ze in een oude boerenhoeve een commune stichtten en vandaar ook dat hun eerste album begeleid werd door Conny Plank. Vanuit Elten concerteerde Sweet Smoke in steden als Amsterdam, Arnhem en Keulen. De band improviseerde veel in zijn begindagen. Het eerste studioalbum en het eerste livealbum bevatten ieder maar twee tracks. In 1970 verhuisde Sweet Smoke c.s. naar het Zuid-Duitse dorpje Eschenau, waar Kuhn een groot landhuis bezat. Het jaar daarop verhuisde de band naar de voormalige Marien-Apotheke in het nabijgelegen Sulzheim. Tot aan de opheffing, halverwege de jaren zeventig, zou de Sweet Smoke hier blijven wonen.
In 1974 kwam hun laatste album uit.

## Discografie
- 1970: Just a poke
- 1972: Darkness to light
- 1974: Sweet Smoke live.